# Africa Movie Academy Award des meilleurs effets visuels
Africa Movie Academy Award des meilleurs effets visuels est un mérite annuel décerné par l'Africa Film Academy pour récompenser les films avec les meilleurs effets visuels de l'année.

## Historique
Il a été introduit en 2005 sous le nom de Meilleurs effets spéciaux et est connu sous le nom de Meilleurs effets visuels depuis la deuxième édition jusqu'à ce jour, à l'exception de la 4e édition où il s'appelait simplement Meilleurs effets.
| Meilleurs effets visuels | Meilleurs effets visuels             | Meilleurs effets visuels | Meilleurs effets visuels |
| Année                    | Film                                 | Recipiendaire            | Resultat                 |
| ------------------------ | ------------------------------------ | ------------------------ | ------------------------ |
| 2005                     | Eye of the Gods                      |                          | Lauréat                  |
| 2005                     | Egg of Life                          |                          | Nomination               |
| 2005                     | Dangerous Twins                      |                          | Nomination               |
| 2006                     | Rising Moon                          |                          | Lauréat                  |
| 2006                     | Behind Closed Doors                  |                          | Nomination               |
| 2006                     | Secret Adventure                     |                          | Nomination               |
| 2006                     | My Mother's Heart                    |                          | Nomination               |
| 2007                     | Snake Girl                           |                          | Lauréat                  |
| 2007                     | Explosion                            |                          | Nomination               |
| 2007                     | The Amazing Grace                    |                          | Nomination               |
| 2008                     | Across the Niger                     |                          | Lauréat                  |
| 2008                     | New Jerusalem                        |                          | Nomination               |
| 2008                     | Iranse Aje                           |                          | Nomination               |
| 2008                     | Ipa                                  |                          | Nomination               |
| 2008                     | Bleeding Rose                        |                          | Nomination               |
| 2009                     | Battle of the Souls                  |                          | Lauréat                  |
| 2009                     | Five Apostles                        |                          | Nomination               |
| 2009                     | Smoke and Mirrors                    |                          | Nomination               |
| 2009                     | Agony of the Christ                  |                          | Nomination               |
| 2009                     | Revolution                           |                          | Nomination               |
| 2010                     | The Figurine                         |                          | Lauréat                  |
| 2010                     | The Child                            |                          | Nomination               |
| 2010                     | A Sting in a Tale                    |                          | Nomination               |
| 2010                     | Fulani                               |                          | Nomination               |
| 2010                     | Heart of Men                         |                          | Nomination               |
| 2011                     | A Small Town Called Descent          |                          | Lauréat                  |
| 2011                     | Aramotu                              |                          | Nomination               |
| 2011                     | Nani                                 |                          | Nomination               |
| 2011                     | Who Owns da City                     |                          | Nomination               |
| 2011                     | Inale                                |                          | Nomination               |
| 2012                     | Adesuwa                              |                          | Lauréat                  |
| 2012                     | Behind The Mask                      |                          | Nomination               |
| 2012                     | Somewhere in Africa                  |                          | Nomination               |
| 2012                     | State Research Bureau                |                          | Nomination               |
| 2012                     | Otelo Burning                        |                          | Nomination               |
| 2013                     | The Twin Sword                       |                          | Lauréat                  |
| 2013                     | Okoro The Prince                     |                          | Nomination               |
| 2013                     | Elelwani                             |                          | Nomination               |
| 2013                     | Last Flight to Abuja                 |                          | Nomination               |
| 2013                     | Uhlanga the Mark                     |                          | Nomination               |
| 2013                     | Awakening                            |                          | Nomination               |
| 2014                     | A Mile from Home                     |                          | Lauréat                  |
| 2014                     | Omo Elemosho                         |                          | Nomination               |
| 2014                     | Secret Room                          |                          | Nomination               |
| 2014                     | Ni Sisi                              |                          | Nomination               |
| 2014                     | Of Good Report                       |                          | Nomination               |
| 2015                     | Inumber Number – South Africa        |                          | Lauréat                  |
| 2015                     | Kpians – Nigeria                     |                          | Nomination               |
| 2015                     | Run – Cote D’voire                   |                          | Nomination               |
| 2015                     | invasion 1897 – Nigeria              |                          | Nomination               |
| 2015                     | Triangle Going To America – Ethiopia |                          | Nomination               |
| 2016                     | Oshimiri - Nigeria                   | Onaji Stephen Onche      | Lauréat                  |
| 2016                     | Hear me move                         |                          | Nomination               |
| 2016                     | Stupid Movie                         |                          | Nomination               |
| 2016                     | House arrest                         |                          | Nomination               |
| 2016                     | A Soldier's Story                    |                          | Nomination               |
| 2017                     | Wulu                                 |                          | Lauréat                  |
| 2017                     | Oloibiri                             |                          | Nomination               |
| 2017                     | Whale Caller                         |                          | Nomination               |
| 2017                     | Queen of Katwe                       |                          | Nomination               |
| 2017                     | Slow Country (film) (en)             |                          | Nomination               |
| 2018                     | Lucky Specials                       |                          | Lauréat                  |
| 2018                     | Siembamba                            |                          | Nomination               |
| 2018                     | Icheke Oku                           |                          | Nomination               |
| 2018                     | Esohe                                |                          | Nomination               |
| 2018                     | Kada River                           |                          | Nomination               |
| 2019                     | The Delivery Boy                     |                          | Lauréat                  |
| 2019                     | Sew the Winter to My Skin            |                          | Nomination               |
| 2019                     | Make Room                            |                          | Nomination               |
| 2019                     | Knockout Blessing                    |                          | Nomination               |
| 2019                     | Mabata Bata                          |                          | Nomination               |
| 2019                     | The Burial of Kojo                   |                          | Nomination               |
| 2019                     | King of Boys                         |                          | Nomination               |
| 2020                     | Knuckle City                         |                          | Lauréat                  |
| 2020                     | Heroes of Africa; Tette Quarshie     |                          | Nomination               |
| 2020                     | Desrances                            |                          | Nomination               |
| 2020                     | Living in Bondage: Breaking Free     |                          | Nomination               |
| 2020                     | Badamasi                             |                          | Nomination               |
| 2020                     | Ratnik                               |                          | Nomination               |
| 2020                     | Foreigner’s God                      |                          | Nomination               |
| 2020                     | A Taste of Our Land                  |                          | Nomination               |
| 2021                     | Nneka The Pretty Serpent             |                          | En attente               |
| 2021                     | Stain                                |                          | En attente               |
| 2021                     | Fried Barry                          |                          | En attente               |
| 2021                     | The Takers                           |                          | En attente               |
| 2021                     | Mission to Rescue                    |                          | En attente               |